# Zacapu
Zacapu – miasto w Meksyku, w stanie Michoacán.